# Harris Lake (New Hill, North Carolina)
Der Harris Lake (offiziell Shearon Harris Reservoir) ist ein See in New Hill im US-Bundesstaat North Carolina. Er wird gespeist vom Buckhorn Creek. Seine Fläche beträgt 16,6 km² und liegt im Wake und Chatham County und wird hauptsächlich genutzt vom Kernkraftwerk Shearon Harris. Der See liegt benachbart am Jordan Lake, ist aber nicht mit ihm verbunden. Anglern zufolge sollen die Fische des Sees größere Maße besitzen, bedingt durch die wärmere Wassertemperatur die durch das Kühlen des Kernreaktors entsteht. 
Am See befinden sich zwei Anlegerampen für Boote.